# Ectropothecium incubans
Ectropothecium incubans är en bladmossart som beskrevs av Georg Friedrich von Jaeger 1880. Ectropothecium incubans ingår i släktet Ectropothecium och familjen Hypnaceae. Inga underarter finns listade i Catalogue of Life.